# Raorchestes chlorosomma
Raorchestes chlorosomma е вид земноводно от семейство Rhacophoridae. Видът е критично застрашен от изчезване.

## Разпространение
Разпространен е в Индия (Керала).